# Боринська селищна рада
Боринська селищна рада — орган місцевого самоврядування Боринської селищної територіальної громади Самбірського району Львівської області з розміщенням у селищі міського типу Бориня.

## Склад ради

### VIII скликання
Рада складається з 26 депутатів та голови.
25 жовтня 2020 року, на чергових місцевих виборах, обрано 26 депутатів, з них (за суб'єктами висування): «Європейська Солідарність» — 7, «Слуга народу» — 5, Всеукраїнське об'єднання «Батьківщина» та Всеукраїнське об'єднання «Свобода» — по 4, «Громадянська позиція», «Народний рух України» та «Наш край» — по 2.
Головою громади обрали позапартійного самовисуванця Михайла Шкітака, державного реєстратора однієї з сільських рад.

### Керівний склад попередніх скликань
| ПІБ                        | Основні відомості                                                | Суб'єкт висування | Дата обрання | Дата звільнення |
| -------------------------- | ---------------------------------------------------------------- | ----------------- | ------------ | --------------- |
| Яцкуляк Орест Петрович     | Селищний голова, 1955 року народження, освіта вища, безпартійний | самовисування     | 26.03.2006   | 31.10.2010      |
| Яцкуляк Орест Петрович     | Селищний голова, 1955 року народження, освіта вища, безпартійний | самовисування     | 31.10.2010   | 25.10.2015      |
| Яворський Іван Євгенійович | Селищний голова, 1987 року народження, освіта вища, безпартійний | самовисування     | 25.10.2015   | 25.10.2020      |
| Шкітак Михайло Іванович    | Селищний голова, 1972 року народження, освіта вища, безпартійний | самовисування     | 25.10.2020   |                 |

Примітка: таблиця складена за даними джерела

## Історія
Село Бориня отримало статус селища міського типу у 1980 року. Від того часу Боринська сільська рада отримала статус селищної.
До 2020 року — адміністративно-територіальна одиниця в Турківському районі Львівської області з площею території 3 км², населенням — 1 627 осіб та підпорядкуванням смт Бориня.